# Lambeth Bridge
Lambeth Bridge er en bil- og gangbro over Themsen i retning øst–vest i centrale London. Themsen løber nordover ved krydsningspunktet, og den næste bro nedover floden er Westminster Bridge, mens den næste bro opover er Vauxhall Bridge.
På broens østlige side, i Lambeth, ligger Lambeth Palace (embedsboligen til ærkebiskoppen af Canterbury), Albert Embankment, sygehuset St. Thomas' Hospital og FN's søfartsorganisation IMO. På den vestlige side, i Westminster, er Thames House (hovedkvarteret til MI5), Horseferry House, Clelland House, Abel House, skyskraberen Millbank Tower og nationalgalleriet Tate Britain. Palace of Westminster ligger et kort stykke nedover floden, i nord gennem Victoria Tower Gardens.
Den nuværende bro, tegnet af Geoffrey Groves, blev åbnet 12. juli 1932 af George 5. af Storbritannien. Den har fem brospænd og bringer biltrafik i fire filer mellem en rundkørsel i nord og en anden rundkørsel på Albert Embankment ved Horseferry Road. 